# Nebojša
Nebojša (in cirillico: Небојша) è un nome proprio di persona serbo, croato e montenegrino maschile.

## Origine e diffusione
Riprende il vocabolo serbo-croato небојша (nebojša), che significa "senza paura".

## Onomastico
È un nome adespota, cioè privo di santo patrono; l'onomastico può essere festeggiato il 1º novembre, per la ricorrenza di Ognissanti.

## Persone

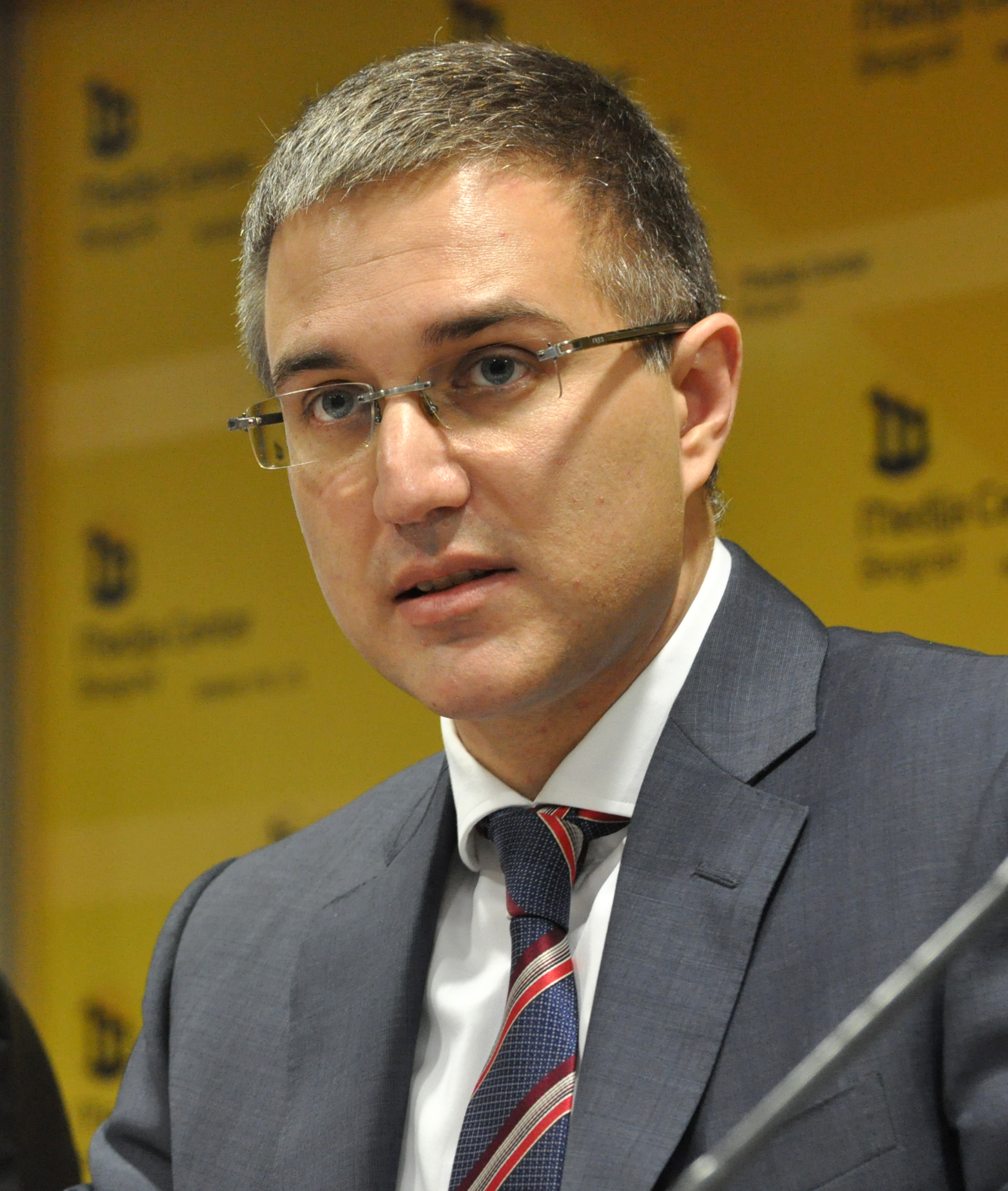
Nebojša Stefanović

- Nebojša Bogavac, cestista e allenatore di pallacanestro montenegrino
- Nebojša Jelenković, calciatore serbo
- Nebojša Kaluđerović, politico e diplomatico montenegrino
- Nebojša Novaković, calciatore e allenatore di calcio bosniaco
- Nebojša Popović, cestista, allenatore di pallacanestro, dirigente sportivo e giornalista serbo
- Nebojša Radmanović, politico bosniaco
- Nebojša Stefanović, politico serbo
- Nebojša Čović, politico serbo